# Інанд
Інанд (рум. Inand) — село у повіті Біхор в Румунії. Входить до складу комуни Чефа.
Село розташоване на відстані 434 км на північний захід від Бухареста, 23 км на південний захід від Ораді, 141 км на захід від Клуж-Напоки, 132 км на північ від Тімішоари.

## Населення
За даними перепису населення 2002 року у селі проживали 880 осіб.
Національний склад населення села:
| Національність | Кількість осіб | Відсоток |
| -------------- | -------------- | -------- |
| румуни         | 804            | 91,4%    |
| угорці         | 42             | 4,8%     |
| словаки        | 18             | 2,0%     |
| цигани         | 15             | 1,7%     |

Рідною мовою назвали:
| Мова      | Кількість осіб | Відсоток |
| --------- | -------------- | -------- |
| румунська | 824            | 93,6%    |
| угорська  | 38             | 4,3%     |
| словацька | 17             | 1,9%     |